# Jean-Michel Blais
Jean-Michel Blais, né le 12 avril 1984 à Nicolet, est un pianiste, compositeur et interprète québécois. Il est souvent considéré comme l'un des principaux pianistes « pop » de la scène musicale québécoise,.

## Biographie
Jean-Michel Blais grandit dans la ville de Nicolet, au Québec. Il étudie le piano au Conservatoire de musique de Trois-Rivières pendant sa jeunesse. Il voyage pendant deux ans, trouvant le monde académique de la musique trop restrictif. Il se rend au Guatemala où il passe plusieurs mois à travailler dans un orphelinat. Il s'installe ensuite à Berlin pour un an, puis retourne en Amérique du Sud. Finalement, Blais décide de s'établir à Montréal. Il poursuit ses intérêts en éducation spécialisée et travaille pendant cinq ans pour la Fondation du Dr Julien, organisme en aide aux enfants défavorisés. Entretemps, il termine un baccalauréat en études humanistes avec une mineure[Quoi ?] en psychologie à l’Université Concordia. Après l'obtention de son diplôme, il travaille comme enseignant en techniques d’éducation spécialisée au Cégep Marie-Victorin.

## Albums

### Il(2016)
Toujours professeur en enseignement spécialisé, Blais continue néanmoins à jouer du piano durant ses temps libres. C’est en 2015 qu’il achève la composition de son tout premier album II. Avec l’aide de son ami Devon Bate (Bufflo), il mixe et enregistre l’intégralité de son album dans son appartement. L’album est lancé officiellement sous l'étiquette Arts & Crafts le 8 avril 2016.

En novembre 2016, l'album figure dans le top 10 des meilleurs albums de l'année 2016 selon le magazine Time. On y mentionne:
Au cours d'une année épuisante, on peut trouver du soulagement dans la musique qui embrasse la simplicité. Sur son premier disque Il, le pianiste canadien Jean-Michel Blais enchaîne des improvisations étonnantes et des pièces composées qui rappellent Chopin, Satie et des minimalistes modernes comme Harold Budd. L'album est remarquablement physique : on entend les pédales de Blais, le claquement des touches, les tics et les bourdonnements de la pièce qui l'entoure. La musique respire et vous invite à prendre un moment pour reconnaître qu'il reste encore beaucoup de beauté dans le monde.
En plus d'être inclus dans la longue liste des Prix Polaris 2016, le magazine Exclaim! lui donne une note de 9/10, précisant que Il est « tout simplement un chef-d'œuvre ».

### Cascades(2017)
Michael Silver (CFCF) et Blais collaborent d’abord en 2017 lors d’une performance en direct parrainée par la Red Bull Music Academy. C’est à la suite de cette rencontre que les deux musiciens décident de travailler sur un projet collaboratif : Cascades, publié sous Arts & Crafts. Cascades comprend deux interprétations de chacune de leurs œuvres solo et une reprise de In a Landscape de John Cage (1948).

### Dans ma main(2018)
L'album est lancé le 11 mai 2018 sous l'étiquette Arts & Crafts[style à revoir]. Dès sa première sortie[non neutre], le site Exclaim ! qualifie l’album de chef-d’œuvre et lui octroie une note de 9/10[réf. nécessaire]. Dans ma main comporte 10 nouvelles compositions naviguant entre le néo-classique, l’électro et la pop. Il a été enregistré de nuit dans un magasin Steinway.

### aubades(2022)
aubades est le troisième album studio du pianiste et compositeur québécois Jean-Michel Blais, sorti le 4 février 2022 via Arts & Crafts. Il a reçu une large couverture des médias canadiens nationaux, et un accueil critique positif. L'album a été sélectionné pour la longue liste des Prix de musique Polaris en 2022, a été nommé pour l'album instrumental de l'année aux Juno Awards de 2023, et a remporté le prix Félix de l'album instrumental de l'année lors de la 44e cérémonie des Félix.
Dans cet album, Blais transitionne de son style de piano minimaliste vers du néoclassique orchestral. Débutant dans le domaine de la composition orchestral, il écrira finalement des pièces pour 12 instruments. Toutefois, Blais considère le style orchestral de son album comme étant assez accessible: « C’est direct, c’est facile, c’est peut-être trop pop, pas assez intellectuel, mais je crois que ce que je fais s’inscrit là-dedans. Mes pièces, j’essaie de les travailler, de les raffiner, mais ça reste que le langage musical est assez accessible. » 

### Sérénades (2023)
En 2023, Jean-Michel Blais lance son microalbum Sérénades, une réinterprétation au piano de cinq morceaux de son précédent album, Aubades, auxquels il ajoute trois nouveaux titres.

### Désert (2025)
Sorti le 14 mars 2025, Désert est le nouvel album collaboratif de Jean-Michel Blais et de Lara Somogyi, harpiste électronique. Cet album entièrement improvisé par les deux artistes capture l’interaction naturelle  de leur duo et reflète leur connexion musicale intuitive. Comprenant des titres comme yucca, escaliers ou aura, ces deux artistes, lors de la conception de cet album, se sont laissés porter par la beauté de l'aube et du crépuscule, de la faune et de la flore... Ce sont 11 titres apaisants et captivants que partagent le binôme à travers cet album. 

## Influences
Les influences musicales de Jean-Michel Blais sont diversifiées, allant de compositeurs classiques (Frédéric Chopin, Sergueï Rachmaninov, Maurice Ravel) aux artistes contemporains (Radiohead, Yann Tiersen, Chilly Gonzales,), en passant par des compositeurs minimalistes (Steve Reich, Philip Glass, Erik Satie) ou espagnols (Enrique Granados), par exemple.

## Distinctions
- Longue liste du prix Polaris pour II en 2016[18].
- Courte liste du prix Polaris pour Dans ma main en 2018[19].
- Festival de Cannes 2019 : Cannes Soundtrack Award, Disque d'Or d'honneur pour Matthias et Maxime
- 44ᵉ Gala des prix Félix: Meilleur album instrumental de l'année[20]
- Longue liste du prix Polaris pour Aubades en 2022[21].